# Les Plaisirs charnels du nouveau Décaméron 300
Pour plus de détails, voir Fiche technique et Distribution.
Les Plaisirs charnels du nouveau Décaméron 300 (Decameron '300) est un decamerotico italien réalisé par Renato Savino et sorti en 1972.

## Synopsis
Après d'âpres négociations avec l'entremetteuse, les messieurs Giovanni Attellano et Beniamino Rampaldi parviennent enfin à marier leurs enfants respectifs, qui ne se connaissent même pas : l'agité Antonello, dit Falcotto, et la flegmatique Fiordalba. Les seules conditions pour la célébration du mariage, et le paiement substantiel de la dot sont que Fiordalba arrive vierge au mariage, et qu'Antonello, toujours occupé à s'attaquer aux paysannes locales, s'abstienne de tromper sa fiancée jusqu'à la cérémonie. Pour s'assurer que ces clauses sont respectées, elles sont immédiatement envoyées aux deux fiancés. Falcotto ne daigne même pas les ouvrir, tandis que Fiordalba, hébergée par sa cousine et tutrice Fenicia et le serviteur-amant Toro, est informée de tout. Mais au moment où ils lisent la lettre, Phoenicia découvre le drame : la jeune fille a déjà perdu sa virginité, circonstance qui rendrait la dot sans valeur. Immédiatement après, Falcotto, un ami de Taurus, comme d'habitude fuyant les paysans en quête de vengeance, fait irruption dans leur maison ; il trouve la solution en indiquant le boucher Porcellio, qui est en mesure de rendre à la jeune fille son statut de jeune fille. Pendant le voyage, Toro, en lisant la clause, se rend compte que le fiancé est en fait son ami Falcotto, mais il décide de ne rien révéler, de continuer à l'appeler par son surnom et de profiter du spectacle.

## Fiche technique
- Titre français : Les Plaisirs charnels du nouveau Décaméron 300 ou Le Nouveau Décaméron 300 ou Les Plaisirs sexuels du nouveau Décaméron 300 ou Décaméron érotique ou Décaméron 300[1]
- Titre original italien  : Decameron '300[2]
- Réalisateur : Renato Savino
- Scénario : Renato Savino, Emilio Marchesini (it)
- Photographie : Silvio Fraschetti
- Montage : Roberto Colangeli
- Musique : Mario Bertolazzi (it)
- Décors : Camillo Del Signore
- Production : Fulvio Lucisano
- Société de production : T.I.F. Toro International Film
- Pays de production :  Italie
- Langue originale : italien
- Format : Couleurs
- Durée : 84 minutes
- Genre : Decamerotico
- Dates de sortie :
  - Italie : 11 août 1972
  - France : 30 août 1973

## Distribution
- Osvaldo Ruggieri : Antonello Attellano, dit « Falcotto »
- Rosalba Neri : Fenicia
- Christa Linder : Fiordalba Rampaldi
- Emilio Marchesini : Toro
- Romano Bernardi : Giovanni Attellano
- Vincenzo Ferro : Bartolomeo Rampaldi
- Anna Malvica : entremetteuse de mariage
- Winni Riva : Adalgisa
- Isabella Wolff : Bindoccia
- Vincenzo Calistro : le mari de Bindoccia
- Carla Mancini :
- Rosemarie Lindt : femme du boulanger
- Marco Zuanelli : chef des armigers
- Aleardo Ward : boulanger
- Mirella Pace : Colombina Incardona
- Piero Gerlini : messer Incardona
- Giuseppe Lo Presti :
- Claudio De Davide : Don Faustino
- Gianna Pacetti :
- Aurelio Ruggeri : chef des voleurs
- Aldo Rendine : Trippone
- Pino Sciacqua : Grive
- Enzo Maggio : boucher Porcellio
- Giuseppe Colombo :
- Giancarlo Bonuglia : organisateur du piège
- Sergio Serafini : cavalier à la recherche de la maison des Rampaldi

## Production
Les prises de vue en extérieurs ont été tournées à San Gimignano dans la mairie ; à Ceri (Cerveteri) pour la scène de la maison de messer Incardona ; aux cascades de Monte Gelato (it) près de Rome ; à Calcata, dans la province de Viterbe.